# Cyclocarcina floronoides
Cyclocarcina floronoides är en spindelart som beskrevs av Komatsu 1942. Cyclocarcina floronoides ingår i släktet Cyclocarcina och familjen grottspindlar.

## Underarter
Arten delas in i följande underarter:
- C. f. komatsui
- C. f. notoi
- C. f. tatoro